# オーパス・ワン

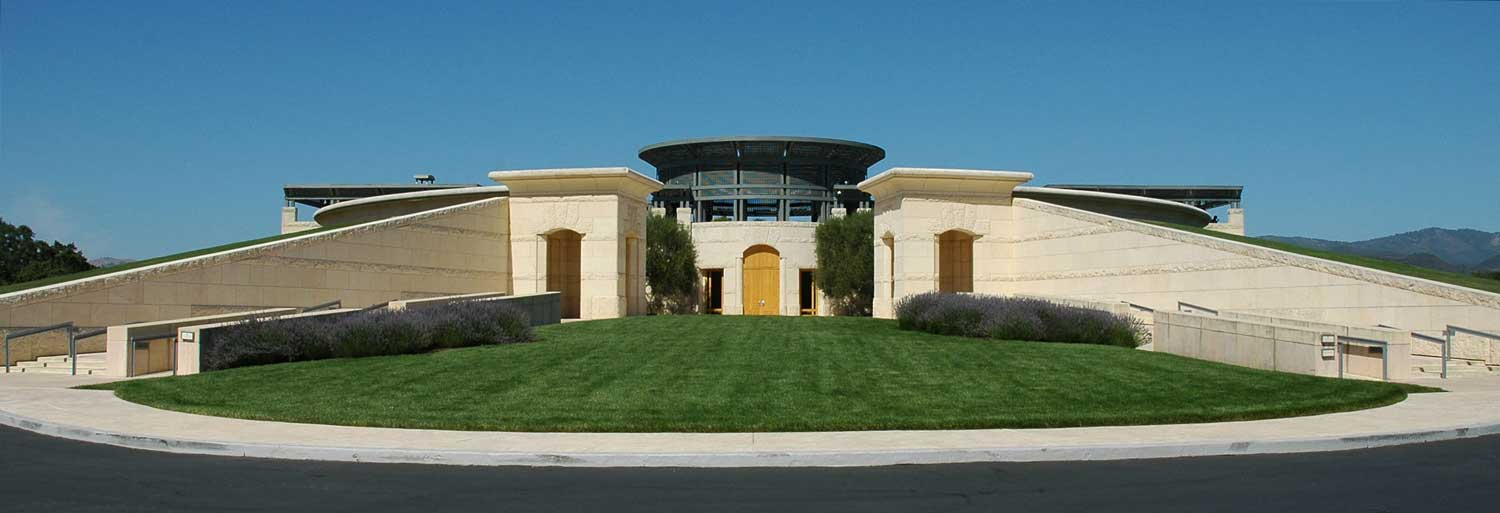
オーパス・ワン・ワイナリー

オーパス・ワン・ワイナリー (Opus One Winery) は、カリフォルニア州ナパ郡にあるワイナリーである。
オーパス・ワン・ワイナリーは、シャトー・ムートン・ロートシルトのフィリップ・ド・ロッチルト男爵 (Baron Philippe de Rothschild) とロバート・モンダヴィの間でカベルネ・ソーヴィニヨンに基づく一つのボルドー風のブレンドをつくる合弁事業として1978年に設立された。オーパス・ワン・ワイナリーは、オークビル (Oakville) の、ロバート・モンダヴィ・ワイナリーからカリフォルニア州道29号線を横切った所に位置する。このワイナリー・ベンチャーの立ち上げは、ワイン産業の一大ニュースであった。ド・ロッチルトの動きは、急成長するナパ・ワインに一層の格を与えた。
- Opus One（オーパスワン）とは音楽用語で「作品番号1番」の意味で、『一本のワインは交響曲、一杯のグラスワインはメロディのようなものだ』という考えからロスチャイルド男爵が命名したものである。ラベルにはモンダヴィ（東向き）とド・ロッチルト男爵（西向き）の2人の横顔とサイン（ラベル下）が連なって書かれている。カベルネ・ソーヴィニヨンを主体としたブレンドでフルボディの高品質・高級ワインとして知られている[1][2]。
- Overture（オーバーチュア）、音楽用語で「序曲」を意味するノン・ヴィンテージのセカンドワイン[3]。